# Любень-Куявски (гмина)
Любень-Куявски (пол. Lubień Kujawski) — гмина (волость) в Польше, входит как административная единица в Влоцлавский повет, Куявско-Поморское воеводство. Население — 7603 человека (на 2004 год).

## Населённые пункты
Антониево, Багно, Бешин, Биленьска-Колония, Бильно, Блендово, Блоне, Валентово, Вонвал, Викторово, Воля-Дзянковска, Воля-Ольшова, Воля Ольшова-Парцеле, Дзянкувек, Глизново, Голе, Гольска-Хута, Гоцлав, Жегоцин, Жежево, Закшево, Качавка, Каменна, Канибруд, Клубка, Клубка-Новы Млын, Клубка-Подгуже, Кобыла-Лонка, Коломия, Костулин, Конты, Кретково, Кшеве, Кшеве-Друге, Модлибуж, Можице, Нарты, Нарты-Пяски, Нова-Весь, Нове-Гаговы, Нове-Чапле, Рутковице, Сверна, Семяны, Славенцин, Славенцке-Гуры, Старе-Гаговы, Стемпка, Струже, Уходзе, Хвалибогово, Хенрикув, Хойны, Чапле, Шево.

## Соседние гмины
1. Гмина Барухово
2. Гмина Хоцень
3. Гмина Ходеч
4. Гмина Гостынин
5. Гмина Коваль
6. Гмина Ланента
7. Гмина Нове-Островы